# Dick Nicolaas
Garnick Josephus Gerardus (Dick) Nicolaas (Batavia, 8 september 1944 - Indonesië 2014) was een Nederlander die in Indonesië in hoger beroep tot de doodstraf werd veroordeeld omdat hij het brein zou zijn achter de grootste xtc-fabriek van Zuidoost-Azië.

## Biografie
Nicolaas werd geboren in een jappenkamp. Na de Tweede Wereldoorlog kwam hij naar Nederland. Hij trouwde en kreeg drie kinderen. In 2005 vertrok hij plotseling naar Indonesië. Volgens zijn familie raakte Nicolaas overspannen door niet verwerkte herinneringen aan zijn jonge jaren in het jappenkamp. In Indonesië zou Nicolaas zich hebben laten overhalen een xtc-fabriek te beginnen in de plaats Cikande op Java. Toen deze door de politie op 11 november 2005 werd opgerold, werd hij samen met de Fransman Serge Areski Atloui, vijf Chinezen en enkele Indonesiërs gearresteerd. In de fabriek werden grote hoeveelheden metamfetamine, MDMA en andere stoffen die nodig zijn voor de productie van xtc aangetroffen.
Bij de rechtszaak kregen Nicolaas en Atloui levenslang. In hoger beroep werden beiden tot de doodstraf veroordeeld, omdat ze over een expertise zouden beschikken die volgens de rechter niet in handen van de volgende generatie mag vallen. Zelf hield Nicolaas vol dat de xtc-fabriek niet van de grond is gekomen; hij beweerde alleen kennis van chemische middelen te hebben die vrij op het internet te vinden zou zijn.
Nicolaas werd gevangen gehouden in de dodencel op het eiland Nusa Kambangan voor de kust van Java, waar hij aan kanker overleed.